# Kushkot
Kushkot (en népalais : कुशकोट) est un comité de développement villageois du Népal situé dans le district d'Achham. Au recensement de 2011, il comptait 4 654 habitants.